# Örjan Sandler
Örjan Sandler (n. 28 septembrie 1940, Comuna Sunne, Comitatul Värmland, Suedia) este un patinator de viteză ce a reprezentat Suedia, medaliat olimpic. A participat la 5 ediții ale Jocurilor Olimpice (1964, 1968, 1972, 1976, 1980) în care a câștigat o medalie de bronz.